# Uroš Kovačević
Uroš Kovačević (in serbo Урош Ковачевић?; Kraljevo, 6 maggio 1993) è un pallavolista serbo, schiacciatore della You Energy.

## Biografia
È il fratello minore del pallavolista Nikola Kovačević.

## Carriera

### Club
La carriera di Uroš Kovačević inizia nel 2006 tra le file del Ribnica, dove resta fino al 2010, militando nella squadra giovanile. Nella stagione 2010-11 diventa professionista e viene ingaggiato dall'ACH Volley, dove in due stagioni vince due scudetti, due Coppe di Slovenia e una Middle European League: a metà dell'annata 2012-13, viene ceduto al Modena, in Serie A1 italiana, con cui vince una Coppa Italia.
Dal campionato 2015-16 difende i colori della BluVolley Verona, dove resta per due annate e con cui vince una Challenge Cup; nell'estate 2016 fa una breve esperienza in Qatar con l'Al-Arabi. Nella stagione 2017-18 si accasa alla Trentino, sempre nella massima serie italiana, a cui si lega per un triennio, vincendo un campionato mondiale per club e una Coppa CEV, aggiudicandosi in quest'ultima competizione il premio di MVP.
Dopo un'annata nella Chinese Volleyball Super League difendendo i colori del Beijing, col quale si aggiudica lo scudetto, per il campionato 2021-22 approda nella Polska Liga Siatkówki, ingaggiato dal Warta Zawiercie, che lascia nell'annata 2023-24 per indossare la casacca dell'Ural, approdando nella Superliga russa.
Torna a giocare a Piacenza nella stagione 2024-25, questa volta difendendo i colori della You Energy, in Superlega.

### Nazionale
Dal 2009 entra nel giro delle nazionali giovanili: con l'under 19 vince la medaglia d'argento campionato europeo 2019 e poi l'oro al campionato mondiale 2009, al campionato europeo 2011 e al campionato mondiale 2011, premiato in questi ultimi due tornei come migliori giocatore; con l'under 20 e con l'under 21 si aggiudica due bronzi, rispettivamente al campionato europeo 2010 e al campionato mondiale 2011; mentre con la nazionale under 23, invece, conquista la medaglia d'argento al campionato mondiale 2013.
Nello 2011 entra a far parte della nazionale maggiore, con cui vince la medaglia d'oro al campionato europeo. Conquista poi due medaglie alla World League, ossia l'argento nel 2015 e l'oro nel 2016. In seguito si aggiudica altre due medaglie durante la rassegna continentale, ossia il bronzo nel 2017 e l'oro nel 2019, venendo anche eletto MVP del torneo.

## Palmarès

### Club
- Campionato sloveno: 2

2010-11, 2011-12
- Campionato cinese: 1

2020-21
- Coppa di Slovenia: 2

2010-11, 2011-12
- Coppa Italia: 1

2014-15
- Challenge Cup: 1

2015-16
- Campionato mondiale per club: 1

2018
- Coppa CEV: 1

2018-19
- Middle European League: 1

2010-11

### Nazionale (competizioni minori)
- Campionato europeo under 19 2009
- Campionato mondiale under 19 2009
- Campionato europeo under 20 2010
- Campionato europeo under 19 2011
- Campionato mondiale under 19 2011
- Campionato mondiale under 21 2011
- Campionato mondiale under 23 2013
- Memorial Hubert Wagner 2016

### Premi individuali
- 2011 - Campionato europeo under 19: MVP
- 2011 - Campionato europeo under 19: Miglior realizzatore
- 2011 - Campionato europeo under 19: Miglior attaccante
- 2011 - Campionato mondiale under 19: MVP
- 2013 - Campionato mondiale under 23: Miglior schiacciatore
- 2016 - Campionato asiatico per club: Miglior schiacciatore
- 2018 - Campionato mondiale per club: Miglior schiacciatore
- 2019 - Coppa CEV: MVP
- 2019 - Campionato europeo: MVP
- 2019 - CEV: Miglior giocatore dell'anno